# Koekelare
Koekelare je obec v provincii Západní Flandry v Belgii. Obec náleží arrondissementu Diksmuide.

## Geografie
Od města Diksmuide je obec vzdálena 10 km severovýchodně vzdušnou čarou, od Ostende 16 km jižně, od Roeselare 18 km západně, od Brugg 20 km jihozápadně a od Bruselu asi 100 km západně.

## Obyvatelstvo
K 1. lednu 2017 v obci žilo 8 733 obyvatel na ploše 39,19 km².

## Části obce
Obec Koekelare sestává z těchto částí:

mapa obce Koekelare (I. Koekelare, II. Bovekerke, III. Zande, IV. De Mokker [seperátní část části Koekelare])

- Koekelare
- Bovekerke
- Zande
- De Mokker

## Doprava
Nejbližší výjezdy z dálnice se nacházejí u Jabbeke z dálnice A10, u Gistelu z dálnice A18 a také u Ruddervoorde z dálnice A17.
Ve městech Torhout a Diksmuide se nacházejí nejbližší regionální nádraží a v Ostende a Bruggách také staví mezinárodní rychlíky.
U Ostende se nachází regionální letiště a u Bruselu se nachází mezinárodní letiště.

## Osobnosti
- Jules Vanhevel (1895–1969), silniční cyklista

## Zajímavosti
- Lange Max Museum
- Museum Käthe Kollwitzové
- Fransmansmuseum